# Hamilton (Nieuw-Zeeland)

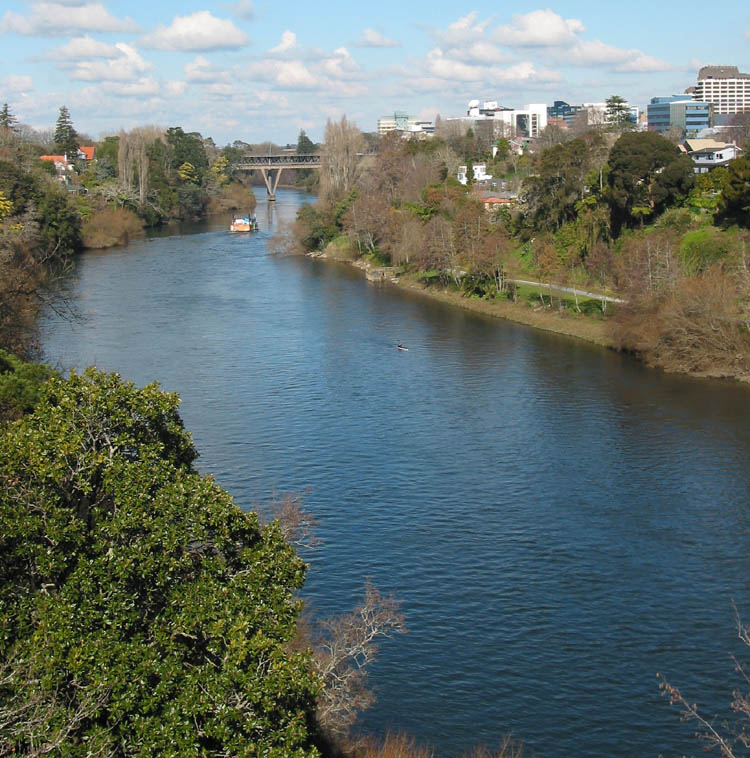
De Waikato in Hamilton

Hamilton (Maori: Kirikiriroa) is een stad in Nieuw-Zeeland. Het is het op drie na grootste stedelijk gebied van het land, en ligt in de regio Waikato op het Noordereiland. Het ligt ongeveer 150km ten zuiden van Auckland. Het heeft een inwoneraantal van ongeveer 150.400 (2005) in de stad. De Waikato Rivier deelt de stad in tweeën.
Het gebied waar de stad zich tegenwoordig uitspreidt was van oudsher de locatie voor een handvol Maori-dorpjes waaronder Kirikiriroa, waar de Maori-naam voor de stad vandaan komt. Tegen de tijd dat de Engelse kolonisten arriveerden woonden er bijna geen mensen meer in deze dorpjes rondom de Waikato-rivier. De nieuwe Britse kolonie werd vernoemd naar Captain Fance Charles Hamilton, de populaire kapitein van de HMS Esk die om was gekomen in de Slag bij Gate Pa, Tauranga.
De stad ligt aan de zuidelijkste bevaarbare ingang van de rivier de Waikato, in een van de vruchtbaarste gebieden van het land. De industrie was in eerste instantie dan ook voornamelijk agricultureel, alhoewel er tegenwoordig een goede mix bestaat van verschillende industrieën. Hamilton houdt jaarlijks een grote beurs op het gebied van landbouw, en de universiteit, met een onderzoekscentrum voor deze discipline, is verantwoordelijk voor veel van de vernieuwingen binnen deze bron van inkomsten voor Nieuw-Zeeland.
De stad heeft twee universiteiten, de University of Waikato en de Waikato Institute of Technology, en biedt ruimte aan 25.000 studenten. De stad heeft ook een vliegveld dat toegankelijk is gemaakt voor internationale vluchten, alhoewel in 2005 dit nog beperkt is tot vluchten over de Tasmanzee en naar Polynesië.
De Hamilton Gardens (Tuinen van Hamilton) zijn een populaire trekpleister, met name tijdens het zomerfestival ieder jaar. Andere toeristische attracties zijn de dierentuin, het Waikato Museum of Art en Culture en het Sky Riverside casino. 20 minuten buiten de stad ligt Ngaruawahia, de locatie van de marae van de Turangawaewae en huis van de koningin van de Maori.

## Geboren
- Helen Clark (1950), politica en minister-president
- Julian Dean (1975), wielrenner
- Mark Porter (1975-2006), Australisch autocoureur
- Evelyn Williamson (1978), triatlete
- Jacinda Ardern (1980), premier van Nieuw-Zeeland (2017-2023)
- Kimbra (1990) zangeres, songwriter
- Marco Rojas (1991), voetballer
- Scott McLaughlin (1993), autocoureur
- Nico Porteous (2001), freestyleskiër